# Chilaphrodesmus darlingtoni
Chilaphrodesmus darlingtoni är en mångfotingart som först beskrevs av Loomis 1941.  Chilaphrodesmus darlingtoni ingår i släktet Chilaphrodesmus och familjen Fuhrmannodesmidae. Inga underarter finns listade i Catalogue of Life.